# フランソワ・フュレ
フランソワ・フュレ（François Furet、1927年3月27日 - 1997年7月12日）は、フランスの歴史学者。

## 人物
政治思想史、フランス革命史およびフランス革命の研究史（史学史）を専門とし、恐怖政治を「革命からの逸脱」として論争を巻き起こした『革命』、革命の「脱神話化」を目指す『フランス革命を考える』、革命を「現象」として捉えた『フランス革命事典』などを著した。
1989年の東欧革命以降は、共産主義の「幻想」の歴史を読み解き、共産主義とファシズムを20世紀における2つの全体主義として、両者の闘争の軌跡を描いた『幻想の過去 - 20世紀の全体主義』を発表した。
こうした功績により多くの栄誉を与えられ、1997年3月20日にアカデミー・フランセーズの会員に選出されたが、同年7月12日に急逝した。

## 生涯

### 背景
フランソワ・フュレは1927年3月27日、パリ7区のブルジョワ家庭に生まれた。もともと西部メーヌ＝エ＝ロワール県ショレのカトリックの家系で、銀行員であった父ピエール・フュレは、1950年にショレの歴史に関する著書を発表している。政治的には父方・母方とも左派で、父方の祖父はドレフュス事件（1894-1906年）においてドレフュスを支持し、母方の祖父アルフレッド・モネは元老院議員を務めた共和派の政治家、叔父ジョルジュ・モネ（1898-1980年）は社会党の議員でレオン・ブルム内閣の農相であった。
パリ19区のリセ・ジャンソン＝ド＝サイイで中等教育を修了した後、パリ文科大学（ソルボンヌ大学）および法科大学（Faculté de droit de Paris）に学んだが、1950年に結核を患って学業を中断し、アルプス山脈のふもとイゼール県の保養地サン＝ティレール＝ドュ＝トゥーヴェのサナトリウムに入り、パリに戻ってからも1954年まで保養を続けながら学業を再開し、同年、歴史学の大学教授資格を取得した。

### 教歴
1954年から1955年までコンピエーニュのリセ、次いで1956年までフォンテーヌブローのリセで教鞭を執った後、国立科学研究所（CNRS）の研究員になり、「啓蒙時代におけるパリのブルジョワジー」について研究し、博士論文の執筆に取りかかった。論文は完成しなかったが、この成果をアドリーヌ・ドーマールとの共著『18世紀中頃のパリにおける社会構造・社会関係』として1961年に発表した。
1961年から高等研究実習院第6部門で研究副主任を務め、1966年から研究主任、1975年に第6部門が社会科学高等研究院として独立した後、1977年から1985年まで同研究院の院長を務めた。同時に国外の大学でも講座を担当し、1985年にシカゴ大学の正規の教授に就任した。

### 政治活動・思想的立場
第二次大戦中、フュレは対独レジスタンスに参加した。1944年2月からフランス国内軍によって結成された国民戦線の学生組織で活動し、仲間の一人がゲシュタポに逮捕されたのを機に、7月から国内軍の活動に参加した。
1949年に共産党に入党し、同時に、第二次大戦中に共産党主導の対独レジスタンスに参加した共産主義者、キリスト教徒、自由思想家らによって1948年に結成された平和運動に参加した。共産党員としての活動としては、フランス共和主義青年連合（UJRF）に参加し、「権利」部門の事務局長、共産主義学生連合の機関紙『クラルテ』の編集事務局員などを務め、療養中もサン＝ティレール＝ドュ＝トゥーヴェ学生連合の教育担当責任者および事務局を務めていた。フュレは後にソ連の共産主義を批判する重要な著書を発表することになるが、当時の知識人にとっては共産主義こそが「社会全体を網羅的に説明することができ」、労働者との連帯を可能にする思想であったと述懐している。
彼は1956年のハンガリー動乱に対するソ連軍の介入を機に共産党を離れたが、この後、1958年の自治社会党の結成、1960年の統一社会党の結成に参加した、マンデス・フランスを支持する知識人やサルトルら『レ・タン・モデルヌ』誌の知識人が結成した「左派クラブ」と接触を持ったことで、共産党の監視委員会に出頭を命じられた。これは1958年にスターリン批判のために出頭を命じられ、除名されたマルクス主義哲学者・社会学者アンリ・ルフェーヴルの場合と同じであった。フュレは、歴史学者が共産党幹部とともに歴史的事実や歴史学における客観性といった問題を検証する機会を作るよう求めたが容れられず、以後、反全体主義的な「第二の左派」としての統一社会党に近い立場にあったが、やがて自由主義に新たな可能性を見出すことになり、1982年には、非共産主義の立場から左派の思想的基盤を作り直すと同時に、自由主義の観点から時事問題に取り組むための大学教員、政治家、財界人の話し合いの場として歴史学者・社会学者のピエール・ロザンヴァロンとともに（社会主義思想家アンリ・ド・サン＝シモンに因む）サン＝シモン財団を創設し、会長を務めた。1988年に刊行されたジャック・ジュリアール（フランス語版）およびピエール・ロザンヴァロンとの共著『中道の共和国 - フランス的例外の終焉』はこうした思想的立場から書かれたものである。
一方、1968年の五月革命の後には、国民教育相に就任したエドガール・フォールの顧問を務め、1968年11月12日付高等教育の方向づけの法律第68-978号（高等教育基本法、通称「フォール法」）の原案作成に参加した。同法では「学術的・文化的公施設法人（EPCSC）」という新しい機関を設置し、従来の単科大学を「教育・研究ユニット（UER）」として再構成することで、大学に一層の自治が認められた。

### ジャーナリズム
フュレは早くからジャーナリストとしても活躍していた。アルジェリア戦争中に北アフリカで調査を行い、アンドレ・デルクロワ（André Delcroix）という偽名で左派の新聞『フランス＝オプセルヴァトゥール』にルポルタージュを掲載したのがきっかけであった。『フランス＝オプセルヴァトゥール』は第二次大戦中に対独レジスタンス組織コンバ（闘争）の機関紙として地下出版された『コンバ』紙のジャーナストらがサルトルの支持を得て創刊した新聞であり、1964年11月に『ヌーヴェル・オプセルヴァトゥール』に改称して再出発した後も（2014年に『ロプス』に改称）、フュレは生涯にわたって継続的に寄稿した。歴史学の大衆化に寄与した歴史雑誌『リストワール』が歴史学者ミシェル・ヴィノックらによって創刊されたのは1987年のことであり、これ以前に、歴史学者が継続的に新聞に寄稿するのはまれなことであった。
フュレは『ヌーヴェル・オプセルヴァトゥール』紙のほか、レイモン・アロンが1978年に創刊した『コマンテール（解説）』、ピエール・ノラが1980年に創刊した『ル・デバ（討論）』などにも寄稿し、没後の1999年には、『ヌーヴェル・オプセルヴァトゥール』紙に掲載された記事を『フランス革命事典』の共著者モナ・オズーフが編纂して序文を付した『知の歩み - 『フランス＝オプセルヴァトゥール』から『ヌーヴェル・オプセルヴァトゥール』までのジャーナリズムの歴史学者』が刊行された。

### 歴史学

#### 歴史学の新たな位置づけ
歴史学者としてのフュレはアナール学派として出発したが、1980年代に入って「アナール学派の外で」フランス革命について研究を始めた。これは1982年刊行の『歴史の仕事場（アトリエ）』で論じているように、アナール学派的な多様性が他方において歴史の細分化につながり、「歴史がパン屑のように散らばってしまった」と考えたからである。彼は歴史学の新たな位置づけ、新たな可能性を見出すために社会科学としての歴史学を追究し、さらに同じ展望において社会を研究するための新しい政治学を目指して1985年に（1983年に死去した哲学者・社会学者・政治学者・歴史学者レイモン・アロンに因む）レイモン・アロン研究所を創設し、1992年まで所長を務めた。同研究所にはサン＝シモン財団の共同創設者ロザンヴァロンのほか、マルセル・ゴーシェ、ピエール・マナンらが参加した。

#### フランス革命
フランス革命に関する最初の著書は、フランス革命期の公安委員会の独裁・恐怖政治による革命の推進を「フランス革命からの脱線」であると論じて論争を巻き起こし、歴史修正主義とすら批判された『革命』であった（1965年刊行、ドニ・リシェ共著、没後『フランス革命』として再版）。こうした批判は、1983年刊行の『フランス革命を考える』で検証されるように、革命の神話化によるものであった。フュレは後にソルジェニーツィンに言及し、ジャコバンはボリシェヴィキを想起させる、強制収容所グラグは恐怖政治を想起させる、同じ目的で作られた機構だからだと批判に応えている。『フランス革命を考える』はフランス革命の記述ではなく、フランス革命が歴史学者によってどのように記述されてきたかをたどる、フランス革命の研究史（史学史）であり、過去の歴史学者によって「歪められた」革命像を批判的に検証し、トクヴィルとオーギュスタン・コシャンの研究に基づいて革命の「脱神話化」を目指すものである。
1988年にはモナ・オズーフとともに『フランス革命事典』全5巻（邦訳全7巻）を編纂した。これもフランス革命の歴史ではなく、「事典」という書名のとおり、革命を事件、人物、制度、思想、歴史家に分けて「現象」として記述している。また、同じ年に刊行された『フランス革命 - テュルゴーからジュール・フェリーまで』では、副題のとおり、重要な社会改革が行われた1770年代に始まり、法の下の平等だけでなく社会的平等のための取り組みが始まった1880年代に完了したものとしてフランス革命を論じている。

#### 共産主義
東欧諸国で民主化運動が起こり、共産主義政権が次々と崩壊した1989年（東欧革命）以降、フュレの関心は共産主義に向かい、1995年に『幻想の過去 - 20世紀の共産主義思想に関する考察』（邦題『幻想の過去 - 20世紀の全体主義』）を発表した。書名はフロイトの「幻想の未来」への言及であり、『フランス革命を考える』においてフランス革命の神話化を指摘したのと同様に、20世紀の共産主義についても「非常に強いカセクシス（備給、心的エネルギーが特定の対象に向かい、そこに貯留されること）」が働いていたとし、これをソ連の歴史や共産主義の歴史ではなく、宗教的な幻想と同様の「共産主義の幻想の歴史」として読み解き、共産主義とファシズムを20世紀における2つの全体主義として、両者の闘争の軌跡を描いている。本書は大きな反響を呼び、フランス史を扱った歴史書に対して与えられるアカデミー・フランセーズのゴベール大賞を受賞した。
フュレはこの問題をさらに追究し、1998年にエルンスト・ノルテとの共著『ファシズムとコミュニズム』を発表した（ノルテは、ナチズムをソ連の共産主義に対抗する動きとして位置づけ、左派やユダヤ人から批判を浴びたドイツの歴史学者である）。また、1997年にはステファヌ・クルトワ、ニコラ・ヴェルト、ジャン＝ルイ・マルゴランらが執筆した、共産主義の犯罪を問う『共産主義黒書』（邦訳はソ連篇、アジア篇の2巻本で計1200頁以上）をクルトワと共同で編纂し、序文を書いている。

### 急逝
フュレは1997年3月20日にアカデミー・フランセーズ会員に選出された。だが、選出の数か月後に（場合によっては1年近く後に）入会式が行われるところ、フュレは同年7月10日、ロット県フィジャックで行われたテニスの試合中に転倒して頭部を強打し、病院に運ばれたが、2日後の7月12日に死去した。享年70歳。

## 学会・名誉教授
- テルアビブ大学、ハーバード大学の名誉教授[3]
- アメリカ芸術科学アカデミー会員[3]
- アメリカ哲学協会会員[3]
- アカデミー・フランセーズ会員

## 栄誉
- 『フランス革命を考える』で、優れた文学書・哲学書の著者に与えられるアカデミー・フランセーズのルイ・マラン夫妻賞（Prix M. et Mme Louis Marin）（1979年）[3]
- 作家、随筆家・評論家、歴史家に与えられるフランス国立図書館のモンブラン賞（1989年）[30]
- アレクシ・ド・トクヴィル賞（フランス語版）（1991年）[3]
- 『幻想の過去 - 20世紀の全体主義』で、アカデミー・フランセーズのゴベール大賞（フランス語版）（1995年）
- 『フランス革命を考える』で、社会学・社会科学欧州アマルフィ賞（イタリア語版）（1995年）[3]
- 『フランス革命を考える』で、現代の政治・歴史に関する著書に与えられる今日賞（1995年）[31]
- ハンナ・アーレント賞（フランス語版）（1996年、ブレーメン）[3]
- レジオンドヌール勲章シュヴァリエ[3]
- シャトーブリアン賞[3][4]

## 著書
- Structures et relations sociales à Paris au milieu du XVIIIe siècle (18世紀中頃のパリにおける社会構造・社会関係), Armand Colin, 1961（アドリーヌ・ドーマール（フランス語版）共著）
- La Révolution (革命), Librairie Arthème Fayard, 1965, (再版) La Révolution française (フランス革命), Hachette Littératures, 1999, Collection « Pluriel »（ドニ・リシェ（フランス語版）共著）
- Lire et écrire (読むこと、書くこと), Minuit, 1977（全2巻、ジャック・オズーフ（フランス語版）共著）
- Penser la Révolution française, Éditions Gallimard, Collection « Bibliothèque des histoires », 1978, (改訂新版) 1983
  - 『フランス革命を考える』大津真作訳、岩波書店、1989年。新版・岩波モダンクラシックス、2000年
- L'Atelier de l'histoire, Éditions Flammarion, 1982, (再版) Collection « Champs », 2007
  - 『歴史の仕事場（アトリエ）』浜田道夫・木下誠訳、藤原書店、2015年

（フランスの知識人 / 歴史のなかの数量 / 物語史から問題史へ / 歴史学と民族学 / 歴史学の誕生 / 十八世紀フランス王国における「書物出版」/ 十八世紀フランス社会の二つの歴史的正当化 / ギボンにみる文明と野蛮 / 未開の人間から歴史的人間へ / トクヴィル『アメリカのデモクラシー』の概念体系）
- La Gauche et la Révolution au milieu du xixe siècle. Edgar Quinet et la question du jacobinisme (19世紀中頃の左派と革命 - エドガール・キネ（フランス語版）とジャコビニスムの問題), Hachette, 1986
- Marx et la Révolution française, Flammarion, 1986
  - 『マルクスとフランス革命』今村仁司・今村真介訳、法政大学出版局（叢書・ウニベルシタス）2008年
- Dictionnaire critique de la Révolution française, Éditions Flammarion, 1988, (新版) Collection « Champs », 2007（全5巻、モナ・オズーフ共編）
  - 『フランス革命事典』河野健二・富永茂樹・阪上孝監訳、みすず書房（全2巻、1995年）

- 新版（第1巻：事件（1998年）、第2巻：人物1（1998年）、第3巻：人物2（1999年）、第4巻：制度（1999年）、第5巻：思想1（2000年）、第6巻：思想2（2000年）、第7巻：歴史家（2000年））

- La Révolution. De Turgot à Jules Ferry. 1770-1880 (フランス革命 - テュルゴーからジュール・フェリーまで), Hachette, 1988
- La République du centre. La fin de l'exception française (中道の共和国 - フランス的例外の終焉), Calmann-Lévy, 1988（ジャック・ジュイヤール（フランス語版）、ピエール・ロザンヴァロン（フランス語版）共著）
- Le Siècle de l'avènement républicain (共和主義到来の世紀), Éditions Gallimard, 1993, Collection « Bibliothèque des histoires »（モナ・オズーフ共編）
- La Pensée politique. n° 2, Écrire l'histoire du XXe siècle; La Politique et la raison, Éditions Gallimard et Éditions du Seuil, 1994
 「20世紀における革命の情念」フランソワ・フュレ他14人の論文集
  - 『20世紀を問う -  革命と情念のエクリール』大宅由里子・神吉尚男・奈良和重訳、慶応義塾大学出版会、1996年
- Le Passé d'une illusion. Essai sur l'idée communiste au xxe siècle, Éditions Robert Laffont et Éditions Calmann-Lévy, 1995
  - 『幻想の過去 - 20世紀の全体主義』楠瀬正浩訳、バジリコ、2007年
- La Monarchie républicaine. La constitution de 1791 (共和主義的君主制 - 1791年憲法), Librairie Arthème Fayard, 1996, Collection « Les Constitutions françaises »（ラン・アレヴィ（フランス語版）共著）
- Le Livre noir du communisme. Crimes, terreur, repression.
　Stéphane Courtois (dir.), Nicolas Werth, Jean-Louis Panné, Andrzej Paczkowski, Karel Bartošek, Jean-Louis Margolin et Joachim Gauck, 
 （ステファヌ・クルトワ代表、ニコラ・ヴェルト、ジャン＝ルイ・パネ、ジャン＝ルイ・マルゴランほか 共同編著、序文執筆）
  - 『共産主義黒書〈ソ連篇〉』（外川継男訳、恵雅堂出版、2001年）
  - 『共産主義黒書〈コミンテルン・アジア篇〉』（高橋武智訳、恵雅堂出版、2006年）

- 筑摩書房（ちくま学芸文庫）で、2016-17年に改訂再刊

- Fascisme et communisme (ファシズムとコミュニズム), Plon, 1998.
　(再版) Hachette Littératures, Hachette, 2000, Collection « Pluriel »（エルンスト・ノルテ（ドイツ語版）共著）
- La Révolution en débat (論争の革命), Gallimard, 1999, Collection « Folio »
- Itinéraire intellectuel. L’historien journaliste, de France-Observateur au Nouvel Observateur （1958-1997) , Calmann-Lévy, 1999, Collection « Liberté de l'esprit »（モナ・オズーフ編集・序文）
　知の歩み - 『フランス＝オプセルヴァトゥール』から『ヌーヴェル・オプセルヴァトゥール（フランス語版）』までのジャーナリズムの歴史学者